# Ферара
За провинцията вижте Ферара (провинция).
Фера̀ра (на италиански: Ferrara) е град и община в Северна Италия, център на провинция Ферара в регион Емилия-Романя. Разположен е на 9 m надморска височина на един от ръкавите на река По и на 45 km североизточно от Болоня. Населението на града е 132 009 души (към 31 декември 2016).

## История
Местен поет слага емблематично име на това място – град, спуснат от небето. Там сякаш попадаш в друг свят и епоха. Това е така, защото от мощен център с властни дукове, един от тях женен за прочутата Лукреция Борджия, след разцвета на Венеция и Флоренция изпада в забрава. Това запазва Ферара до днес и можем да я видим такава, каквато е била.

## Спорт
Представителният футболен отбор на града носи името СПАЛ 1907.

## Личности
- Родени във Ферара
  - Джироламо Савонарола (1452 – 1498), италиански духовник
  - Арнолдо Фоа (1916 – 2014), италиански киноартист
  - Досо Доси, живописец от 16 век
  - Микеланджело Антониони (1912 – 2007), италиански кинорежисьор
- Починали във Ферара
  - Лудовико Ариосто (1474 – 1533), поет
- Други личности, свързани с Ферара
  - Витория Колона (1492 – 1547), поетеса, живее в града през 1537 – 1539
  - Джовани Легренци (1626 – 1690), композитор, живее в града през 1656 – 1665
  - Джироламо Фрескобалди (1583 – 1643), композитор, органист

## Побратимени градове
- Краснодар, Русия
- Лерида, Испания
- Сент Етиен, Франция
- Суонзи, Уелс
- Копер, Словения
- Сомбатхей, Унгария
- Жилина, Словакия
- Хайланд Парк, Илинойс